# Karsten Brandt (Skilangläufer)
Karsten Brandt (* 14. September 1958 in Wernigerode) ist ein ehemaliger deutscher Skilangläufer. Zu seinen größten Erfolgen zählen zwölf DDR-Meistertitel.

## Werdegang
Brandt wuchs in Elend (Harz) auf, wo seine Mutter, Elisabeth Leistner, geborene Peters, zu Hause war. Er besuchte die Schule im benachbarten Schierke. Dort begann er bei der Sportgemeinschaft Dynamo bei Sigrid und Heiner Klinge intensiver Ski zu laufen. Bei einem Wettbewerb in Oberhof im Jahr 1972 fiel er Trainern aus Klingenthal auf, wohin er 1973 wechselte.
Der dann für den SC Dynamo Klingenthal startende Brandt war vor allem auf nationaler Ebene bei den DDR-Skimeisterschaften erfolgreich. 1975 gewann er in Steinheid den Titel über 20 km in der Juniorenklasse. So gewann er mit der Staffel bei den DDR-Skimeisterschaften 1977 in Oberwiesenthal Silber. Dieses Ergebnis wiederholte die Staffel 1979 in Oberhof. Bei den Nordischen Junioren-Skieuropameisterschaften 1975 in Lieto und bei den Nordischen Junioren-Skiweltmeisterschaften 1977 in Sainte-Croix gewann er jeweils Silber mit der Staffel und bei den Nordischen Junioren-Skieuropameisterschaften 1978 in Murau Bronze mit der Staffel.
Seinen ersten Einzeltitel bei den Senioren gewann Brandt bei den DDR-Skimeisterschaften 1980 in Klingenthal. Auch mit der Staffel, zu der auch Steffen Kühne, Jürgen Bachmann und Alf-Gerd Deckert gehörten, war er dort erfolgreich. Im folgenden Jahr in Schmiedefeld am Rennsteig musste sich Brandt über die 30 km Andreas Rollinger geschlagen geben und gewann Silber. Mit der Staffel konnte er jedoch seinen Titel aus dem Vorjahr verteidigen. Noch erfolgreicher verliefen die DDR-Skimeisterschaften 1982 in Oberwiesenthal. Dort gewann er über die 30 km und die 50 km und feierte seinen dritten Staffelsieg in Folge. Über die 15 km belegte er am Ende Rang vier.
Bei den Olympischen Winterspielen 1984 in Sarajevo lief Brandt über 15 km auf den 41. Platz. Drei Tage zuvor war er über die doppelte Distanz als 30. ins Ziel gelaufen. Im 4 × 10-km-Staffelrennen wurde er gemeinsam mit Frank Schröder, Uwe Wünsch und Uwe Bellmann Neunter. Nur wenige Tage vor den Spielen hatte Brandt bei den DDR-Skimeisterschaften 1984 in Lauscha erneut die Titel über 15 und 30 km sowie mit der Staffel gewonnen.
Bei den DDR-Skimeisterschaften 1985 in Oberwiesenthal gewann er mit Gold über die 15 km und Bronze über die 50-km-Distanz seine letzten nationalen Medaillen.
Er zog später nach Eubabrunn im Vogtland und wirkte beruflich als Handelsvertreter für Modellbau und Spielwaren. Sportlich betätigte er sich als Triathlet.
Noch heute bestreitet Brandt in seiner Freizeit Skilanglaufrennen für die SG Blau-Weiss Reichenbach, so auch den Internationalen Kammlauf am Aschberg.